# Sivka
Sívka (Lavandula) je rod majhnih divjih ali gojenih zimzelenih polgrmastih rastlin, ki jih vzgajajo kot zelišče in za okraševanje.

## Opis rastline
Lubje se sivki navadno lupi. Vejice so največkrat štirioglate in imajo ozke, podolgovate, sivozelene liste, ki so spodaj žlezavi. Cvetni poganjki prerastejo liste, modri do sivo vijoličasti drobni cvetovi so v klasu podobnem socvetju. Sivka cveti julija in avgusta, cvetovi so beli, svetlovijolični ali svetlorožnati. Koreninski sistem je zelo razvejan, večina korenin seže 40 cm globoko. Listi so pri ozkolistni sivki modrozeleni, pri širokolistni pa belkasti. Stebla, na katerih rastejo cvetovi, so enoletna, dolga 20–40 cm.
Najbolj razširjena vrsta je navadna sivka, prava sivka ali ozkolistna sivka z botaničnim imenom Lavandula angustifolia (nekdaj L. officinalis Chaix). Obstaja veliko gojenih vrst.
Cveti in vsa rastlina značilno diši in ima nekoliko grenak okus. Posušena sivka ima več dišavnih snovi kot zelena. Proti severu dišavnost rastline pojema.

## Razširjenost
Sivka raste na sončnih pobočjih Sredozemlja. Kot divja raste v južni Franciji, Španiji, Italiji in severni Afriki. Je svetloljubna rastlina, zato ne uspeva na senčnih področjih. V procesu evolucije se je privadila tudi na nižje temperature, najbolje pa uspeva na nadmorskih višinah 0–1000 m. Raste predvsem na zemlji, bogati z mineralnimi snovmi in dušikom.
V zadnjih letih jo načrtno gojijo tudi na slovenskem Krasu , Štajerskem in Prekmurju.

## Uporaba
Pri sivki so zdravilni cvetovi, listi in vsa cvetoča zel. Najbogatejše s sivkinim oljem je cvetje, tik preden se odpre. Zdravilne snovi in učinkovine so eterično olje, smola, čreslovine, grenčina in druge. Sivka deluje proti krčem, je rahlo dražljiva in poživljajoča. Uporabljamo jo pri napenjanju, migreni, omotici… notranje kot čaj, zunanje pa za vtiranje. Tudi Kneipp jo je predpisoval svojim pacientom. Sivka na počutje deluje pomirjajoče in dobrodejno. Sivkino olje močno mrtviči klice, zato ga uporabljamo pri prebavnih motnjah.
Sivko uporabljamo tudi za okras – pogosti so šopki suhega cvetja, uporabljamo jih tudi v potpurijih. Posušene cvetove zaradi njihovega vonja dajemo v garderobne omare, kjer tudi odganjajo molje.
Gospodarski pomen sivke predstavlja predvsem sivkino olje, ki ga uporabljamo kot antiseptik in za aromaterapijo.
V cvetovih sivke je veliko nektarja, iz katerega lahko čebele naredijo zelo kvaliteten med.
Nekatera ljudska imena sivke so kofendl, lafendl, lavendel, sivač, špiknada, lavanda.

### Zdravilna uporaba sivke
Glavna učinkovina sivke je eterično olje, katerega glavni sestavini sta linalilacetat in linalool. 
Tabela: Vsebnost posameznih sestavin (%) eteričnega olja različnih vrst sivke
| Vrsta                  | linalilacetat | linalool |
| ---------------------- | ------------- | -------- |
| Lavandula angustifolia | 35-50         | 30-40    |
| Lavandula latifolia    | 2-10          | 20-30    |
| Lavandula hybrida      | 15-30         | 40-45    |

Znano je, da se sivka uporablja tudi kot čaj, kopel, uporabljajo jo v kozmetični industriji in parfumeriji. Pri sivki so zdravilni cvetovi, listi in vsa cvetoča zel.
Sivka je pogosta sestavina pomirjevalnih čajev, njeni izvlečki pa sestavine pomirjeval, zdravil za odvajanje žolča in krepil, zunanje pa tudi pripravkov za zdravljenje manjših ran, opeklin in površinskih sončnih opeklin. 

### Eterično olje
Eterično olje sivke je naravni antibiotik, antiseptik, antidepresiv in pomirjevalo. Pomaga pri celjenju ran in preprečuje nastanek krast, tako da vzpodbudi imunski sitem in celice kože k hitrejši regeneraciji.
Uravnava prebavo, pomirja krče, spodbuja menstruacijo, čisti seč, krepi srce, uravnava krvni pritisk, pomaga pri vročini, migreni, neenakomernem bitju srca, epilepsiji, histeriji, živčnih boleznih, živčni in psihični preobremenjenosti, razdražljivosti in nespečnosti.
Eterično olje uporabljamo tudi kot sestavino mazil proti revmi in kožnim boleznim z močnim srbenjem, pomaga pri opeklinah in pikih insektov. Uporabljamo ga pri nečisti koži, aknah, mastni koži, manjših ranicah in odrgninah. Učinkovito deluje tudi pri močnem izcedku iz nožnice. 
Pomaga pri pljučnih boleznih, astmi, suhem kašlju, bronhitisu, bolečinah v ušesu in pri vnetju oči. 
V parfumeriji se veliko uporablja eterično olje širokolistne sivke (L. laifolia) in lavandina (L. hybrida), saj ti dve vrsti vsebujeta veliko več eteričnega olja kot ostale vrste sivke.

### Čaj
Poparki iz sivke imajo bolj blago delovanje kot eterična olja, vendar vseeno delujejo kot blago pomirjevalo proti vznemirjenosti, živčni izčrpanosti in nespečnosti, prav tako pomagajo pri prebavnih motnjah živčnega izvora. 
Sivkin čaj spodbuja tek, ureja prebavo, odvaja žolč, blaži trebušne krče, odpravlja napenjanje in vetrove, žene na vodo, miri in uspava ter tudi prepreči omedlevanje. Uporablja tudi za izpiranje ran, masažo lasišča in pri srbenju kože.
Sivka se uporablja tudi v kombinaciji z drugimi pomirjevalnimi in karminativnimi drogami.

### Kopel
Dišeče sivkine kopeli delujejo protistresno, izboljšajo prekrvavitev kože in blažijo težave v menopavzi. Eterično olje v sivkini kopeli pomirja, blaži nemir, zaskrbljenost in stres in pomirja razdraženo, pordelo in občutljivo kožo.
Kopel se danes velikokrat uporablja tudi pri vegetativnih distonijah (nevrološki sindrom s trajnimi mišičnimi kontrakcijami, ki povzročijo zvijanje in nenormalno držo telesa).

## Nevarnosti uporabe sivke
Sivkino eterično olje je sestavina mnogih kozmetičnih izdelkov. Pri uporabi eteričnega olje upoštevati njegovo močno delovanje in možnost  alergijske reakcije in preobčutljivosti kože na svetlobo pri prekomerni uporabi. Uporaba sivke se odsvetuje nosečnicam in doječim mamicam. 
Prevelike količine eteričnega olja dražijo prebavne organe in zelo močno vplivajo na počutje.